# Plagiometriona
Plagiometriona es un género de escarabajos  de la familia Chrysomelidae. En 1899 Spaeth describió el género.
Hay 84 especies. Es primariamente neotropical. Se alimentan de plantas de la familia Solanaceae. Como otros miembros de Cassidinae las larvas acumulan sus materias fecales y exuvia como protección contra depredadores.
Algunas especies:
- Plagiometriona ambigena (Boheman, 1855)
- Plagiometriona clavata (Fabricius), 1798
- Plagiometriona costaricensis Borowiec, 2001
- Plagiometriona diffusa Buzzi, 2002
- Plagiometriona latemarginata Borowiec, 2001
- Plagiometriona losi Borowiec, 1998
- Plagiometriona palmeirensis Buzzi, 1992
- Plagiometriona vigens (Boheman, 1855)

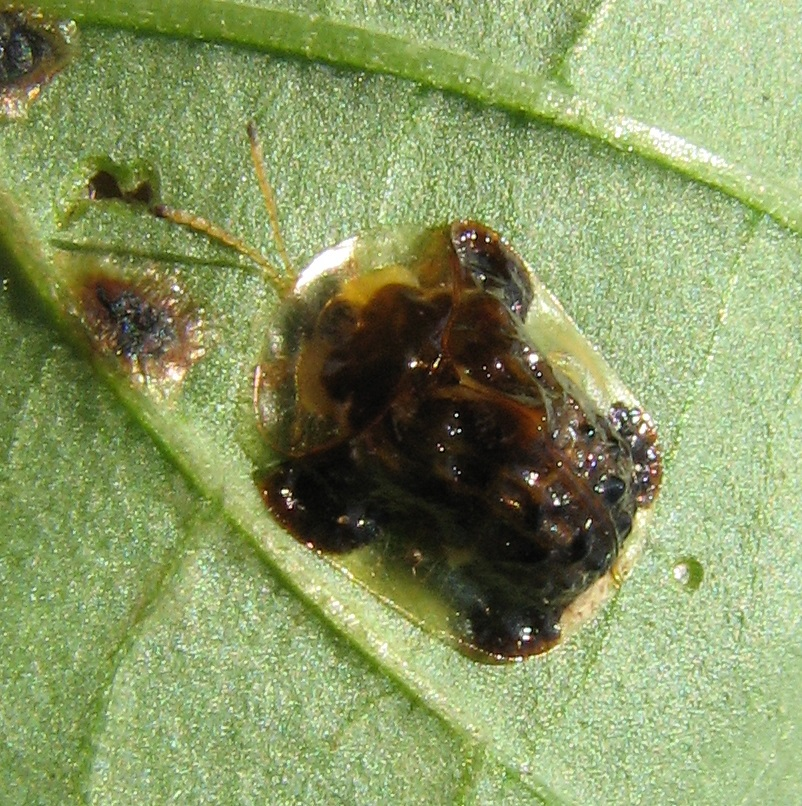
Plagiometriona clavata